# آبشار رینبو (هورس‌پسچر)
آبشار رینبو (هورس پستور) (به انگلیسی: Rainbow Falls (Horsepasture River)) آبشاری است که در جنگل ملی پیزگاه، کارولینای شمالی، ایالات ماحده آمریکا واقع شده و ارتفاع کلی ریزشگاه آن ۱۲۵ فوت (۳۸٫۱ متر) است.